# Luis Aranosky
Luis Alberto Aranosky (Buenos Aires (Argentina), 21 de setembre de 1962) és un actor còmic i dramàtic, músic, escriptor i guionista argentí. És també professor per a l'ensenyament primari graduat al Mariano Acosta.

## Filmografia
- L'amiga (1989)[1]
- The end, últimos diez minutos (1992)[2]
- La edad del sol (1999)[2]
- Punto de Giro (curtmetratge 2000)[2]
- La orilla (curtmetratge 2001)[2]
- Hivern (2002)[2]
- Film 35mm de Sabrina Farji (2002)[2]
- Soy gitano (2003)[2]
- Vivir intentando (2003)[2]
- Cielo azul, cielo negro (2003)[2]
- Como trompeta (curtmetratge 2006)[2]
- Beinase (serie 2006), capítols de 1 a 5[2]
- El sentido del miedo (2007)[2]
- Diablo (2011)[2]
- Hermanos de sangre (2012)[2]
- Silencio! La palabra vuelve a tomarlo todo (2014)[2]
- Jorge y Alberto contra los demonios neoliberales (2014)[2]
- Nacido para morir (2014)[2]
- El eslabón podrido (2015)[2]